# Sony BMG v. Tenenbaum

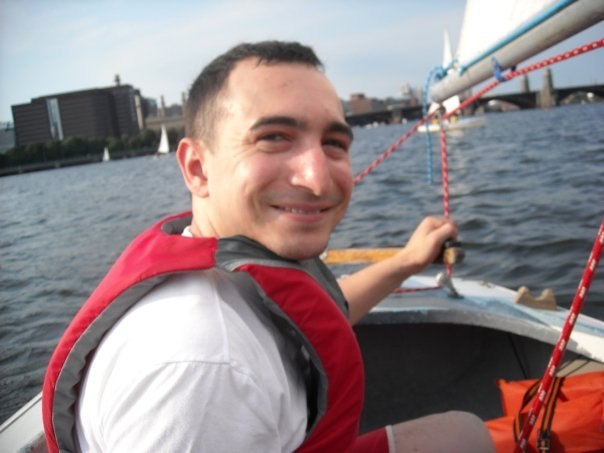
Joel Tenenbaum.

Sony BMG Music Entertainment et al. v. Tenenbaum est une affaire judiciaire dans laquelle le label de disque Sony BMG, aux côtés de Warner Bros. Records, Atlantic Records, Arista Records, et UMG Recordings, accuse Joel Tenenbaum, un étudiant américain, d'avoir téléchargé et partagé illégalement une trentaine de fichiers musicaux en 2004, violant ainsi la propriété intellectuelle.
Il s'agit de la seconde affaire de ce type à aller jusqu'au procès, après Capitol v. Thomas (en). À l'issue du procès[Quand ?], Joel Tenenbaum a été condamné à verser une amende de 675 000 $.

## Les 31 morceaux
| Copyright Owner              | Artist                   | Recording Title                             | Album Title                            |
| ---------------------------- | ------------------------ | ------------------------------------------- | -------------------------------------- |
| Sony BMG Music Entertainment | Incubus                  | New Skin                                    | Science                                |
| Warner Bros. Records         | Green Day                | Minority                                    | Warning                                |
| Arista Records               | Outkast                  | Wheelz of Steel                             | Atliens                                |
| Sony BMG Music Entertainment | Incubus                  | Pardon Me                                   | Make Yourself                          |
| UMG Recordings               | Nirvana                  | Come As You Are                             | Nevermind                              |
| Warner Bros. Records         | Green Day                | When I Come Around                          | Dookie                                 |
| Warner Bros. Records         | Green Day                | Nice Guys Finish Last                       | Nimrod                                 |
| UMG Recordings               | Nirvana                  | Heart Shaped Box                            | In Utero                               |
| UMG Recordings               | Nine Inch Nails          | The Perfect Drug                            | The Perfect Drug (EP)                  |
| UMG Recordings               | Blink-182                | Adam's Song                                 | Enema of the State                     |
| UMG Recordings               | Limp Bizkit              | Rearranged                                  | Significant Other                      |
| UMG Recordings               | Limp Bizkit              | Leech                                       | Three Dollar Bill, Y'all$              |
| Warner Bros. Records         | Linkin Park              | Crawling                                    | Hybrid Theory                          |
| Warner Bros. Records         | Deftones                 | Be Quiet And Drive                          | Around The Fur                         |
| Sony BMG Music Entertainment | The Fugees               | Killing Me Softly                           | The Score                              |
| Warner Bros. Records         | Red Hot Chili Peppers    | Californication                             | Californication                        |
| Warner Bros. Records         | Red Hot Chili Peppers    | By The Way                                  | By The Way                             |
| Warner Bros. Records         | Red Hot Chili Peppers    | My Friends                                  | One Hot Minute                         |
| UMG Recordings               | Beck                     | Loser                                       | Mellow Gold                            |
| Virgin Records America       | Smashing Pumpkins        | Bullet With Butterfly Wings                 | Mellon Collie and The Infinite Sadness |
| Interscope Records           | Eminem                   | My Name Is                                  | The Slim Shady                         |
| Interscope Records           | Eminem                   | Drug Ballad                                 | The Marshall Mathers (EP)              |
| Interscope Records           | Eminem                   | Cleaning Out My Closet                      | Eminem Show                            |
| UMG Recordings               | Beastie Boys             | (You Gotta) Fight for Your Right (To Party) | Licensed To Ill                        |
| Warner Bros. Records         | The Ramones              | The KKK Took My Baby Away                   | Pleasant Dreams                        |
| UMG Recordings               | Monster Magnet           | Look To Your Orb For The Warning            | Dopes To Infinity                      |
| Sony BMG Music Entertainment | Aerosmith                | Pink                                        | Nine Lives                             |
| Arista Records               | Outkast                  | Rosa Parks                                  | Aquemini                               |
| Sony BMG Music Entertainment | Rage Against the Machine | Guerrilla Radio                             | Battle Of Los Angeles                  |
| Warner Bros. Records         | Goo Goo Dolls            | Iris                                        | Dizzy Up The Girl                      |
| UMG Recordings               | Aerosmith                | Water Song/Janie's Got A Gun                | Pump                                   |